# Socket C32
Socket C32是超微半導體（AMD）推出的處理器插座和處理器管腳陣列，用於取代Socket F/F+，供支援單處理器或雙處理器協同處理的伺服器、工作站平台之Opteron 4000系列中央處理器使用。

## 技術概況
本插座是單CPU插座Socket AM3和低階雙處理器平台處理器插座Socket F+的後繼者，高階的雙處理器、四處理器平台（Opteron 6000系列）的處理器插座則由Socket G34接任。儘管基建於Socket F+，並且使用相同的平面网格阵列封装（LGA）、相同的腳位數量，但由於全面支援DDR3記憶體，腳位排布和電氣特性均有所改變，不相容於採用Socket F（可支援FB-DIMM、DDR2、DDR3部分的記憶體）腳位的處理器。也因此，將Socket C32稱為「LGA 1207」或「Socket 1207」將會有歧義。Socket C32和前代Socket F/F+一樣，插座上共1,207個金屬觸片，處理器上有1,207個觸點；每管腳的最小間距為1.10毫米，35行×35列，大致呈正方形。
Socket C32支援雙通道、可選ECC的DDR3/DDR3L SDRAM，支援UDIMM/RDIMM/LRDIMM，最高支援至1600MT/s；每個記憶體通道支援2支DIMM。具備兩條16位元寬度的HyperTransport鏈路，每鏈路的資料吞吐量可達6.4GT/s（HyperTransport 3.1 @ 3.2GHz時）。支援的處理器熱設計功耗（TDP）可達105W（然而所有Socket C32的處理器中，TDP最高者僅95W）。
使用Socket C32的主機板，支援單路/雙路運行方式。可只使用一個處理器插座並安裝一顆Opteron 4000系列的處理器；配備全規格的兩個Socket C32插座時最多可安裝兩顆Opteron 4000系列的處理器，目前最多共16個處理器核心。運行於雙路工作模式時，支援NUMA。
散熱器的安裝規格和Socket G34一樣採用兩點固定，但是長度兩者不一致，因此C32的散熱器扣具和G34的散熱器扣具不能直接相容。但是前代的Socket F/F+的散熱器，則可以無縫相容於Socket C32。

## 部署狀況
Socket C32於2010年6月23日與“San Marino”四處理器伺服器平台一同發布，用於普通雙處理器系統或高階單處理器系統。高階雙處理器及四處理器系統的Opteron 6000系列，使用Socket G34；而入門級單處理器伺服器平台當時還是使用Socket AM3的Opteron 1380系列以及13QS、13KS擔當，在基於Bulldozer微架構Opteron 3000系列推出以後，使用Socket AM3+。Socket C32同樣也使用於超低功耗，使用SR5650晶片組和HyperTransport 1.0總線的“Adelaide”平台。

### 晶片組
與前代的Socket F/F+仍可使用其他協力廠商的晶片組不同的是，採用Socket C32插座的主機板，到目前為止均採用AMD自家的SR5600/SP5100系列晶片組。插座上共有1,207支金屬接觸片。

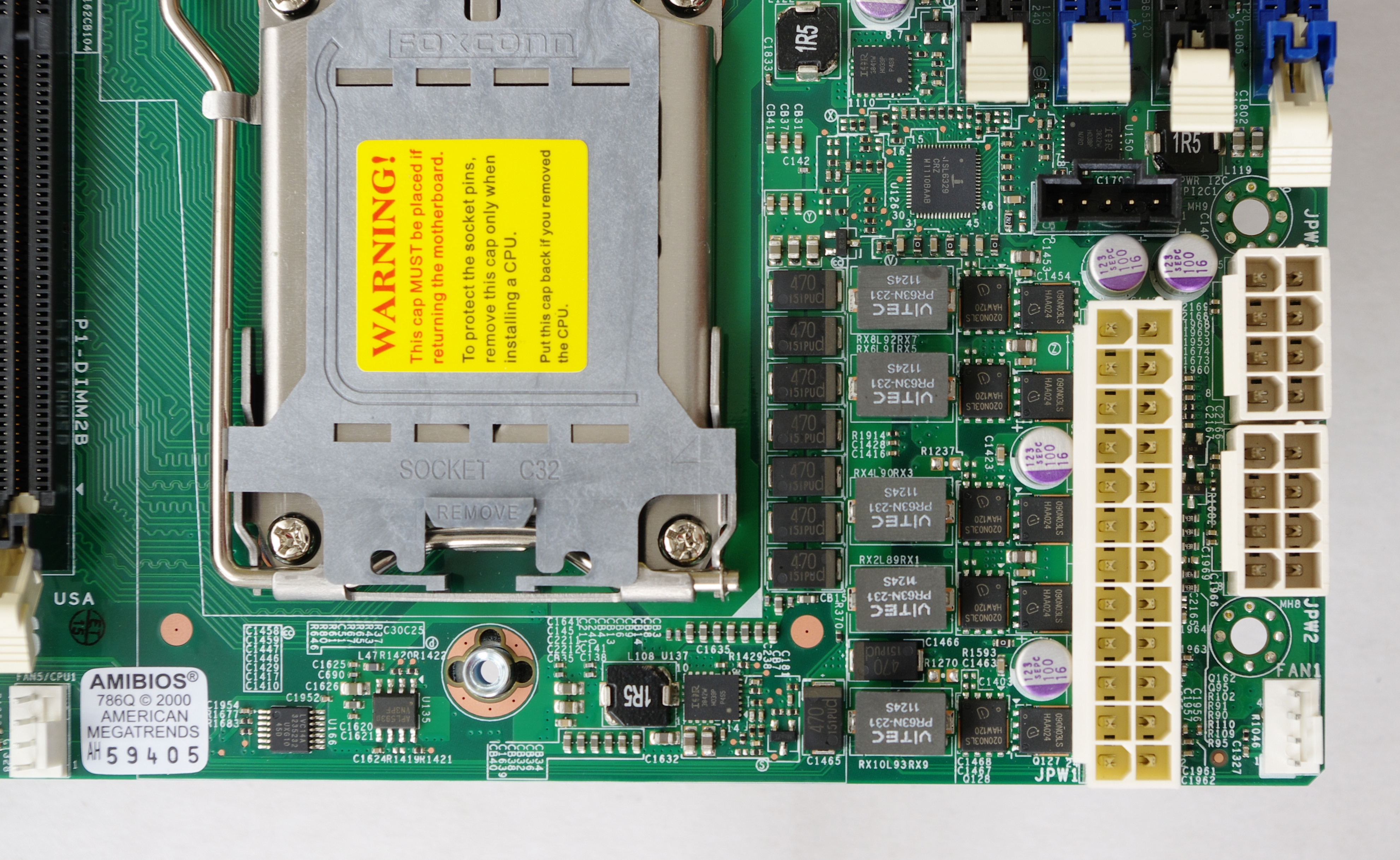
蓋上保護蓋時的Socket C32插座，插座右側是CPU供電電路模組、電壓調節模組以及主機板電源插座

- SR5690/SP5100
- SR5670/SP5100
- SR5650/SP5100

注：北橋晶片/南橋晶片

### 處理器
基於45奈米版本K10微架構的Opteron 4100系列處理器，核心代號“Lisbon”，有四核心和六核心的細分型號，支援單處理器或雙處理器平台的版本使用Socket C32；現在，2011年11月發布的基於AMD Bulldozer微架構、代號“Valencia”、用於的六核心和八核心Opteron 4200系列處理器，以及後來2012年推出的Bulldozer架構新步進版本的Opteron 4300系列，也使用了Socket C32。

#### Opteron 4100系列「Lisbon」
- Opteron 4122
- Opteron 4130
- Opteron 41LE HE
- Opteron 41QS HE
- Opteron 4180
- Opteron 4184
- Opteron 41KX HE
- Opteron 4170 HE
- Opteron 4171 HE
- Opteron 4174 HE
- Opteron 4176 HE
- Opteron 41GL EE
- Opteron 4162 EE
- Opteron 4164 EE

#### Opteron 4200系列「Valencia」
- Opteron 42DX EE
- Opteron 4226
- Opteron 4234
- Opteron 4238
- Opteron 4240
- Opteron 4228 HE
- Opteron 4230 HE
- Opteron 4280
- Opteron 4284
- Opteron 42MX HE
- Opteron 4274 HE
- Opteron 4276 HE
- Opteron 4256 EE

#### Opteron 4300系列「Seoul」
- Opteron 43CX EE
- Opteron 4310 EE
- Opteron 4334
- Opteron 4340
- Opteron 4332 HE
- Opteron 4386
- Opteron 4365 EE
- Opteron 43GK HE
- Opteron 4376 HE

## 外部連結
- AMD Opteron 4000 Series product brief（页面存档备份，存于）（美式英语）
- Server Roadmap & Final Words - AMD's 2010 - 2011 Roadmaps  ~1B Transistor Llano APU, Bobcat and Bulldozer（页面存档备份，存于）（英文）
- Want to see our Roadmaps and Bulldozer Info?
- . AMD Blog.   [2009年7月29日]. （原始内容存档于2013年1月2日）.（英文）
- amd服务器socket插槽发展里程（简体中文）（有抄襲維基百科中文版相關條目的嫌疑）